# Knowit
Knowit AB är ett svenskt IT-konsultföretag som stöttar företag och organisationer med tjänster inom bland annat digital transformation och systemutveckling. Knowit erbjuder sina tjänster genom fyra affärsområden. Solutions, Experience, Insight, och Connectivity.
Knowit grundades 1990 och har idag ca 4000 medarbetare representerade på 13 orter i Sverige och på sex i Norge samt en vardera i Danmark, Finland, Tyskland och Polen. 
Företaget är noterat på Nordiska Börsen i Stockholm på listan för Mid Cap under sektorn för IT-företag och hade en omsättning på cirka 3 miljarder kronor år 2018.
Knowit grundades av Carl-Emil Sundberg och Sven-Håkan Olsson i Stockholm. En del av tillväxten har skett genom förvärv av bolag, framför allt Cybercom år 2021.